# Col de la Schlucht
Der Col de la Schlucht (deutsch Schluchtpass) ist ein 1139 m hoher Pass in den Vogesen und eine wichtige Verkehrsachse zwischen den Regionen Elsass und Lothringen. Der Col de la Schlucht ist auch namensgebend für ein Skigebiet unterhalb des 1362 m hohen Hohneck.

## Lage

### Im Verkehrsnetz
Die Landstraße D 417 (Route départementale 417) über den Col de la Schlucht verbindet die Städte Munster im Osten und Gérardmer im Westen. Am Col de la Schlucht kreuzt die Passstraße die Route des Crêtes, eine 77 km lange Höhenstraße, die vom Lac Blanc bis nach Cernay verläuft und sich dabei immer auf einer Höhe um die 1000 Meter bewegt. Ferner mündet die D 61 von Norden in den Pass und die D 430 stößt einige hundert Meter westlich vom Pass von Süden auf die D 417.
Ein Kilometer südwestlich der Passhöhe liegt an der Route des Crêtes die Quelle der Meurthe.

### An einer kulturellen, religiösen und linguistischen Grenze
Der Col de la Schlucht bildet wie die meisten Pässe der Hochvogesen zuerst eine sehr alte Landesgrenze zwischen dem Herzogtum Lothringen und dem in einigen Territorien zersplitterten Elsass. Der direkte östliche Nachbar waren die Reichsabtei St. Gregor und die Reichsstadt Münster im Gregoriental, die der Landvogtei Hagenau unterlagen und die Reichsunmittelbarkeit genossen, sodass sich der Herzog Lothringens, der Reichsabt und der Gesandte der Talgemeinschaft auf den Reichstagen in verschiedenen Kollegien treffen konnten.
Mit der Einführung der Reformation im Münstertal trotz der Schirmherrschaft der Benediktiner Äbte stellten die vogesischen Pässe in dieser Region weniger einen Übergangspunkt dar als eine deutliche, teilweise erwünschte Trennlinie zwischen zwei kulturell und geistig kontrastierenden, lange schlecht zu vereinbarenden Gemeinschaften. Damit eng verbunden war auch die jahrtausendealte Sprachgrenze, die den alemannischen Sprachraum von dem romanischen im Westen trennt. Wenn man den Col de la Schlucht von West nach Ost passierte, gelangte man in ein deutschsprachiges lutherisches Land mit enger Beziehung zu den Alpenländern u. a. der Schweiz und Westösterreich. Dieser Kulturschock ist heute mit dem starken Rückgang der regionalen Mundart wie auch der religiösen Praxis kaum nachzuempfinden, wenn auch die architektonischen Landschaften beiderseits an zwei klar zu differenzierende Kulturgemeinschaften erinnern.
Die Passhöhe bildete von 1871 bis 1918 die Grenze zwischen Frankreich und dem Deutschen Reich, und provisorisch wieder zwischen 1940 und 1945.  Heute liegt der Pass im Gebiet der Gemeinde Le Valtin im Kanton Fraize in der Region Grand Est und trennt weiterhin die Départements Vosges (bis 2015 Teil der Region Lothringen) und Haut-Rhin (bis 2015 Teil der Region, seit 2021 der Europäischen Gebietskörperschaft Elsass).

## Geschichte
Der französische Name Col de la Schlucht bezieht sich auf das deutsche Wort Schlucht (im örtlichen Dialekt lo Schluy). Die Bezeichnung in der Schlucht ist für den Pass erstmals 1407 belegt.

### Bau der ersten Straße

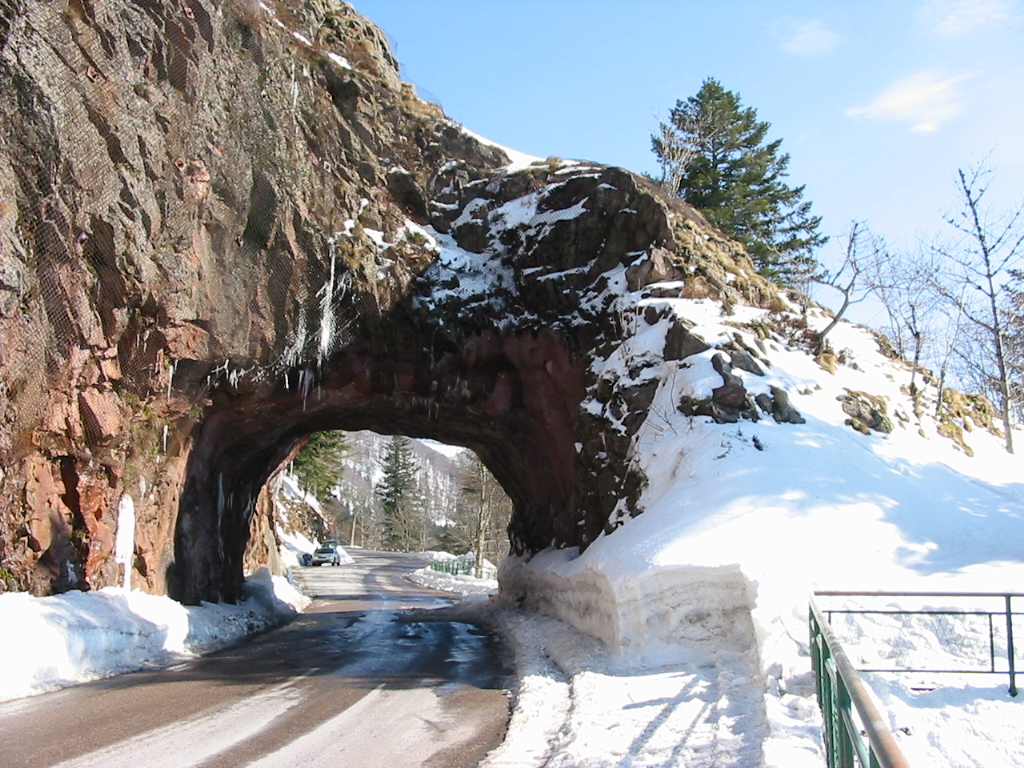
Roche du Diable

Der Pass wurde erst seit 1857 für den Durchgangsverkehr befahrbar, als eine Straße zwischen Soultzeren und dem Collet, später verlängert nach Gérardmer, gebaut wurde. Es war eigentlich eine nicht leicht zu passierende Engstelle an der Kammlinie der Hochvogesen, deren Zugang nur mit der moderneren Technologie des 19. Jahrhunderts an steilen felsigen Talflanken und Bergrücken möglich wurde. Andere leichter erreichbare, wenn auch steile Pässe wurden am Kammzug im Münsterer Land in Verbindung mit der lothringischen Flanke der Vogesen seit dem Mittelalter mit einem Saumpfad benutzt wie der Col de Calvaire, der Col de Falimont oder der Col du Herrenberg.
Wie der Name es klar sagt, war der Pass zuerst eine enge Schlucht abseits aller Verkehrs- oder Handelsstraßen bzw. -Wege. Dort stieß man früher lediglich auf Schmuggler und Holztransporter mit ihren Hornschlitten. Die Münsterer mussten das Holz, das sie unterhalb der Schlucht um den Retournemer-See herum geschlagen hatten, auf Serpentinenwegen wieder hochtransportieren und von dort aus wegen der steilen felsigen Hänge auf elsässischer Seite mit den Hornschlitten hinuntertragen.
Das Gregoriental war längst kein Territorium des Heiligen Römischen Reichs mehr, als die industrielle Revolution in Münster einsetzte, insbesondere durch den Unternehmensgeist der Familie Hartmann aus Colmar. Der Bau einer Straße, wie übrigens auch der Münster-Schlucht-Zahnradbahn, ist in der Tat der lokalen Unternehmerdynastie Hartmann zu verdanken, die dem Münstertal zum technisch-wirtschaftlichen Aufschwung auf dem Gebiet der Textilindustrie, der Holzverarbeitung und der Energiebranche entscheidend verholfen hat.
In diesem neuen Münstertal hielt sich Voltaire 1754 ein Jahr lang auf, ohne die Aufmerksamkeit auf sich zu lenken. Er genoss die Anonymität und die Schlichtheit des damaligen Lebens in dem Weiler Luttenbach-Fortschwihr.

### Zwei Bahnstrecken trafen sich an der Schlucht
Vor dem Ersten Weltkrieg erreichten zwei Schmalspurbahnen Col de la Schlucht, beide waren in Meterspur gebaut, beide elektrifiziert, aber sie waren wegen der deutsch-französischen Grenze nicht miteinander verbunden. Auf deutscher Seite war das die Münsterschluchtbahn, auf französischer Seite die Tramways de Gérardmer (TG). Erst als die französische Armee zu Beginn des Ersten Weltkriegs hier die Grenze überschritt, übernahm sie die deutsche Strecke und schloss sie an die französische an, konnte sie aber nur bis Altenberg nutzen, da der dahinter liegende Zahnstangenabschnitt mit Adhäsionsfahrzeugen nicht befahrbar war. Die ehemals deutsche Strecke wurde nach dem Krieg nicht mehr in Betrieb genommen, die französische dann im Zweiten Weltkrieg abgebaut.

## Bauten

### Das Sanatorium-Hotel Altenberg

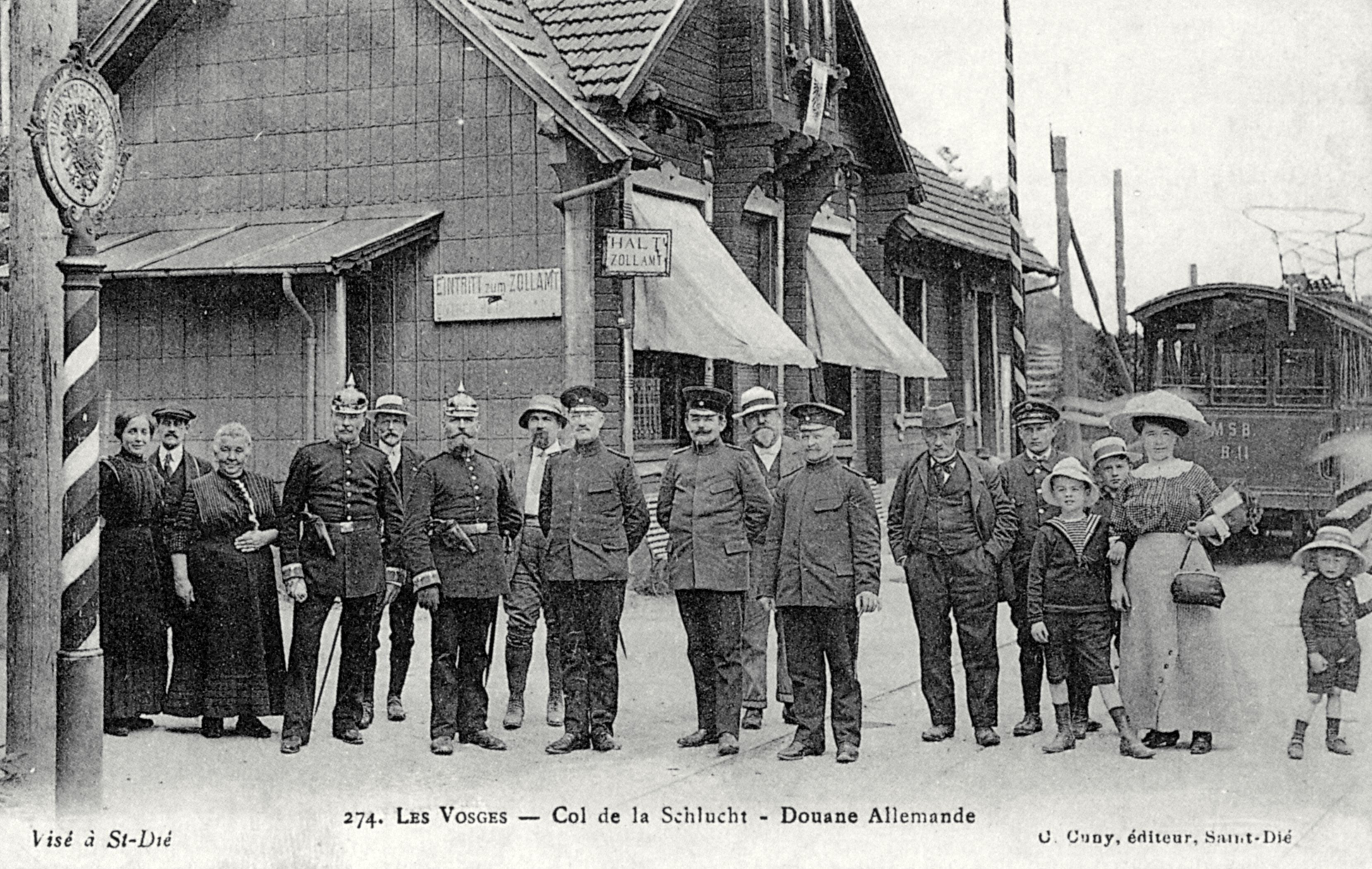
Deutscher Zoll am Col de la Schlucht, vor 1914 (hinten rechts: Ein Triebwagen der Münsterschluchtbahn)

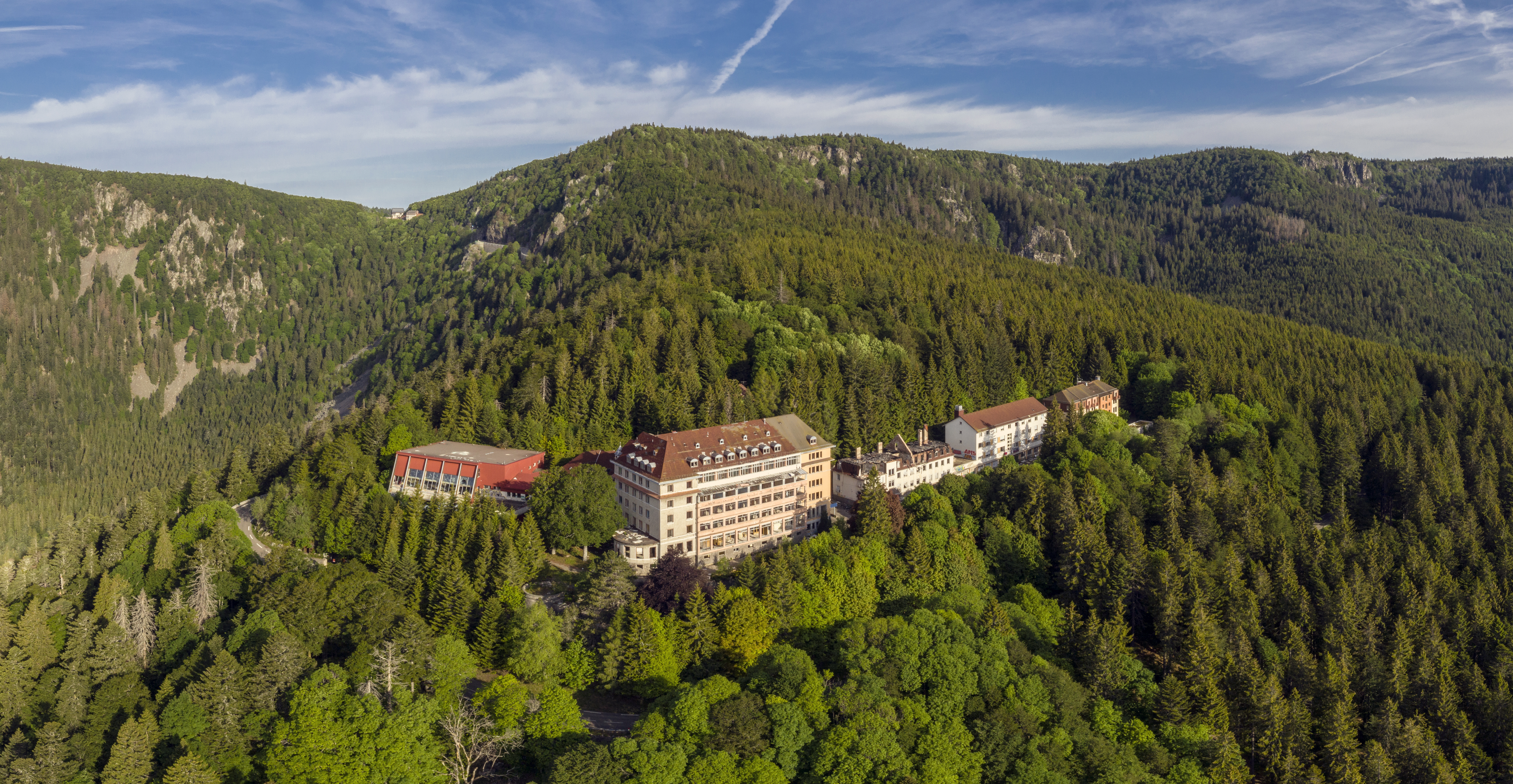
Das verlassene Hotel Altenberg im Juni 2019

Unweit des Col de la Schlucht auf elsässischer Seite hat das 1896 gegründete Sanatorium und Wellness-Hotel Altenberg, das als heute verkommenes Centre médico-social am 30. September 2011 geschlossen wurde, bekannte Kurgäste empfangen wie Wilhelm II., die Königin der Niederlande Wilhelmina, den britischen Premierminister Lord Robert Cecil oder den französischen Staatspräsidenten Raymond Poincaré.
Das Baedeker-Handbuch für Reisende Deutschland in einem Bande von 1906 beschreibt das Kurhotel wie ein Haus im Schweizer Stil („Chalet“) auf deutschem Boden und eine gute Wirtschaft.

### Notre-Dame-des-Chaumes
Die Kapelle Notre-Dame-des-Chaumes wurde 1959/60 als Ersatz für eine Kapelle aus der Zwischenkriegszeit errichtet und diente als römisch-katholischer Sakralbau für die wachsende Zahl der Winterurlauber. In den 1990er Jahren wurde sie entwidmet. Seit 2016 ist sie mit dem Label Architecture contemporaine remarquable ausgezeichnet.

## Tourismus

### Der alternative Fernwanderweg des GR 5
Der alternative GR 5, rotes Rechteck mit weißem Streifen in der Mitte, geht an der Kammlinie entlang und führt deshalb von Gipfel zu Gipfel mit einer Aussicht auf lothringische und elsässische Seite. Anstatt nach Mittlach hinunterzuwandern, kann man den GR 5 am Col de Herrenberg wieder erreichen, indem man auf der First bleibt.
Verlauf des alternativen GR 5
- Hohneck (1363 m)
- Kastelberg (1350 m)
- Rainkopf (1305 m)
- Rothenbachkopf (1316 m)
- Batteriekopf (1311 m)

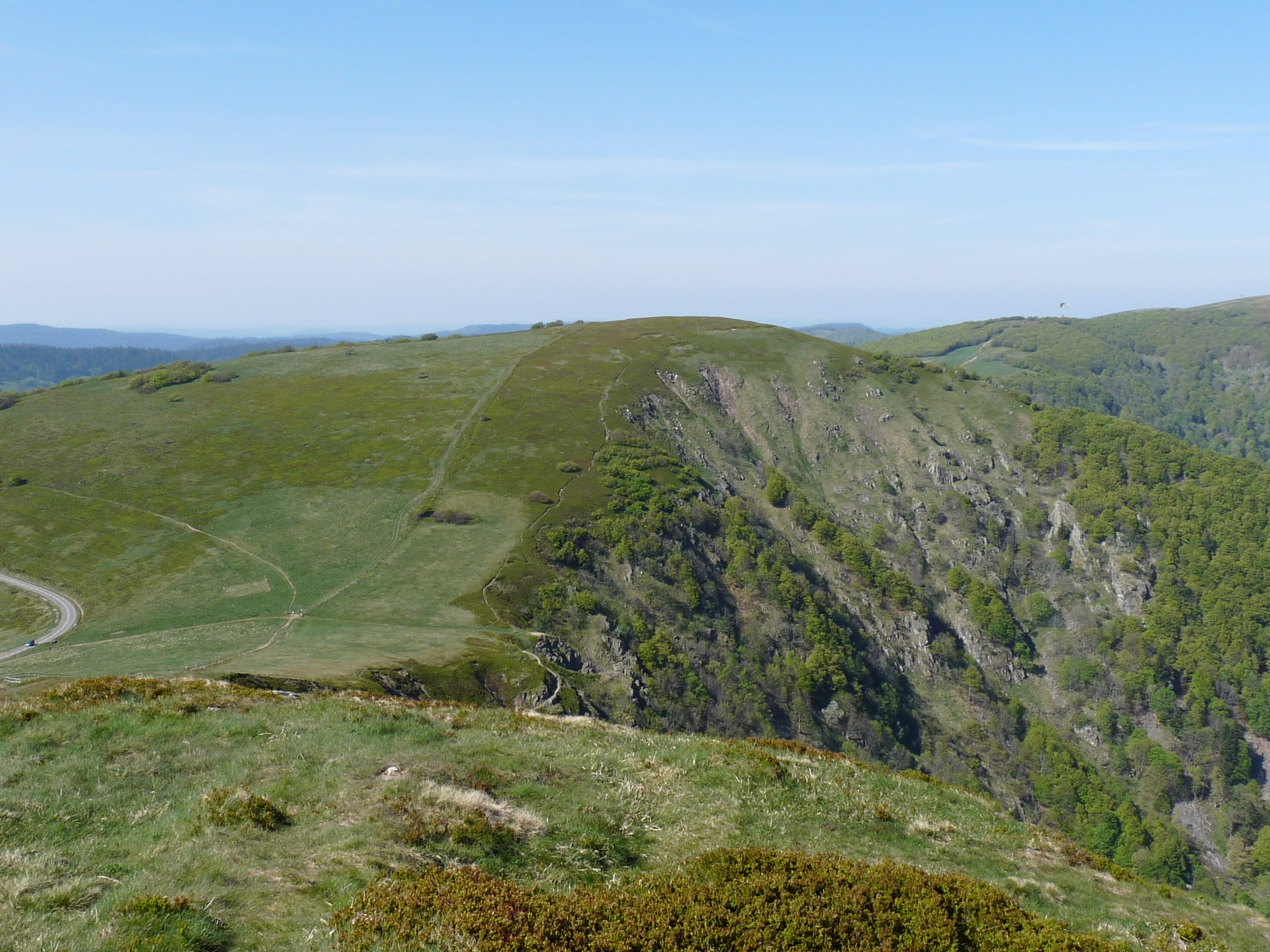
Rainkopf

- Col du Herrenberg (kreuzt hier den klassischen GR 5)

### Aussichtspunkt Belvédère du Spitzenfels und andere Ziele
- Knapp 1 km östlich gibt es etwas nördlich der D 417 den Aussichtspunkt Belvédère du Spitzenfels, von dem man einen umfassenden Blick auf den Klettersteig Sentier des Roches sowie auf die drei höchsten Berge der Vogesen hat, nämlich den Großen Belchen im Süd-Südosten in zirka 20 Kilometern Entfernung, etwas westlich davon in ungefähr gleicher Entfernung den Storkenkopf und im Süd-Südwesten in zirka vier Kilometern Entfernung den Hohneck.
- Im Osten von Col de la Schlucht, an der D 61, liegt das Ausflugslokal „Auberge Gazon du Faing“ in einer Höhe von 1300 m, zwischen dem Lac Blanc und dem Col de la Schlucht. (Lage)
- Zwischen diesem Punkt und dem Col de la Schlucht liegt der Lac vert, für gute Wanderer auf verschlungenem Pfad nach etwa 1.000 m Entfernung von der D 61 zu erreichen.

## Tour de France
Die Erstbefahrung des Col de la Schlucht bei der Tour de France erfolgte im Rahmen der 25. Austragung im Jahr 1931. Der Pass war Teil der 20. Etappe die von Belfort nach Colmar (209 km) führte. Obwohl die Passhöhe nur rund 40 Kilometer von der Ziellinie entfernt war, brachte die Westauffahrt des Col de la Schlucht damals keine nennenswerten Veränderungen in der Gesamtwertung.
Nach einer längeren Pause kehrte der Pass im Jahr 1957 im Rahmen der 7. Etappe ins Programm der Tour de France zurück. Zwischenzeitlich war die Bergwertung eingeführt worden und die erneut befahrene Westauffahrt wurde als Anstieg der 3. Kategorie klassifiziert. Wie bereits bei der Erstbefahrung ging die Etappe in Colmar zu Ende. Mit dem Col du Wettstein (882 m) wurde jedoch ein neuer Schlussanstieg befahren. Mit Louis Bergaud überquerte ein Franzose den Col de la Schlucht als Erster.
Im Jahr 1961 erfolgte die erste Ostauffahrt von Munster, ehe die Tour de France 1969 wieder über die Westauffahrt führte. Beide Anstiege wurden als Bergwertungen der 3. Kategorie klassifiziert. Ab den Jahren 1970 und 1973 wird am Ende der Westauffahrt eine Bergwertung der 2. Kategorie abgenommen. Die Tour de France 1976 überquerte zwar die Passhöhe des Col de la Schlucht, führte jedoch zuvor über den Col du Calvaire (1144 m) und das Plateau der D61, sodass keine Bergwertung auf dem Col de la Schlucht abgenommen wurde. Im Jahr 1992 wurde erstmals auch die Ostauffahrt von Soultzeren als Bergwertung der 2. Kategorie klassifiziert. Bei der Tour de France 2005 diente der Col de la Schlucht als Schlussanstieg, ehe die Etappe im nahegelegenen Gérardmer zu Ende ging. Mit Andreas Klöden sicherte sich erstmals ein deutscher Fahrer die Bergwertung auf der Passhöhe. Die beiden letzten Auffahrten erfolgten in den Jahren 2009 und 2014, die jeweils über die Westauffahrt führten.
Bei der Tour de France 2023 wurde auf der 20. Etappe erneut die Westauffahrt absolviert. Diesmal führte die Strecke jedoch über den Col des Feignes (954 m), sodass auf dem Col de la Schlucht nur eine Bergwertung der 3. Kategorie abgenommen wurde.
| Jahr | Etappe     | Bergwertung  | Erster am Gipfel | Auffahrt               |
| ---- | ---------- | ------------ | ---------------- | ---------------------- |
| 1957 | 07. Etappe | 3. Kategorie | Louis Bergaud    | West                   |
| 1961 | 06. Etappe | 3. Kategorie | Jef Planckaert   | Ost                    |
| 1969 | 05. Etappe | 3. Kategorie | Maríano Diaz     | West                   |
| 1970 | 09. Etappe | 2. Kategorie | Silvano Schiavon | West                   |
| 1973 | 05. Etappe | 2. Kategorie | Charly Grosskost | West                   |
| 1992 | 11. Etappe | 2. Kategorie | Fabio Roscioli   | Ost (Soultzeren)       |
| 2005 | 08. Etappe | 2. Kategorie | Andreas Klöden   | Ost                    |
| 2009 | 13. Etappe | 2. Kategorie | Rubén Pérez      | West                   |
| 2014 | 09. Etappe | 2. Kategorie | Thomas Voeckler  | West                   |
| 2023 | 20. Etappe | 3. Kategorie | Giulio Ciccone   | West (Col des Feignes) |

## In der Literatur
Der Roman Das Gasthaus im Elsaß (Le Relais d'Alsace) von Georges Simenon aus dem Jahr 1931 spielt am Col de la Schlucht in einem fiktiven Gasthaus.